# Ginnastica ai Giochi della XXXIII Olimpiade - Concorso a squadre femminile
Il concorso a squadre femminile di ginnastica artistica ai Giochi della XXXIII Olimpiade di Parigi si è svolto al Palazzo dello Sport di Parigi-Bercy il 30 luglio 2024.

## Programma
| Data           | Ora (UTC+1) | Turno                           |
| -------------- | ----------- | ------------------------------- |
| 28 luglio 2024 | 09:30       | Qualificazioni - Suddivisione 1 |
| 28 luglio 2024 | 11:40       | Qualificazioni - Suddivisione 2 |
| 28 luglio 2024 | 14:50       | Qualificazioni - Suddivisione 3 |
| 28 luglio 2024 | 18:00       | Qualificazioni - Suddivisione 4 |
| 28 luglio 2024 | 21:10       | Qualificazioni - Suddivisione 5 |
| 30 luglio 2024 | 18:15       | Finale                          |

## Risultati

### Qualificazioni
| Pos. | Nazione       | Ginnaste                                                                       | Punteggio |
| ---- | ------------- | ------------------------------------------------------------------------------ | --------- |
| 1    | Stati Uniti   | Simone Biles, Jade Carey, Jordan Chiles, Sunisa Lee, Hezly Rivera              | 172.296   |
| 2    | Italia        | Angela Andreoli, Alice D'Amato, Manila Esposito, Elisa Iorio, Giorgia Villa    | 166.861   |
| 3    | Cina          | Luo Huan, Ou Yushan, Qiu Qiyuan, Zhang Yihan, Zhou Yaqin                       | 166.628   |
| 4    | Brasile       | Rebeca Andrade, Jade Barbosa, Lorrane Oliveira, Flávia Saraiva, Júlia Soares   | 166.499   |
| 5    | Giappone      | Rina Kishi, Haruka Nakamura, Mana Okamura, Kohane Ushioku                      | 162.196   |
| 6    | Canada        | Ellie Black, Cassie Lee, Shallon Olsen, Ava Stewart, Aurélie Tran              | 161.563   |
| 7    | Gran Bretagna | Rebecca Downie, Ruby Evans, Georgia-Mae Fenton, Alice Kinsella, Abigail Martin | 160.830   |
| 8    | Romania       | Ana Bărbosu, Lilia Cosman, Amalia Ghigoarță, Sabrina Voinea, Andreea Preda     | 159.497   |

### Finale
| Posizione | Squadra            | Volteggio | Parallele | Trave  | Corpo Libero | Totale  |
| --------- | ------------------ | --------- | --------- | ------ | ------------ | ------- |
| Oro       | Stati Uniti        | 44.100    | 43.332    | 41.699 | 42.165       | 171.296 |
| Oro       | Simone Biles       | 14.900    | 14.400    | 14.366 | 14.666       | 171.296 |
| Oro       | Jade Carey         | 14.800    | —         | —      | —            | 171.296 |
| Oro       | Jordan Chiles      | 14.400    | 14.366    | 12.733 | 13.966       | 171.296 |
| Oro       | Sunisa Lee         | —         | 14.566    | 14.600 | 13.533       | 171.296 |
| Oro       | Hezly Rivera       | —         | —         | —      | —            | 171.296 |
| Argento   | Italia             | 41.665    | 42.665    | 41.199 | 39.965       | 165.494 |
| Argento   | Angela Andreoli    | 13.566    | —         | 13.300 | 13.833       | 165.494 |
| Argento   | Alice D'Amato      | 13.933    | 14.633    | 13.933 | 13.466       | 165.494 |
| Argento   | Manila Esposito    | 14.166    | —         | 13.966 | 12.666       | 165.494 |
| Argento   | Elisa Iorio        | —         | 14.266    | —      | —            | 165.494 |
| Argento   | Giorgia Villa      | —         | 13.766    | —      | —            | 165.494 |
| Bronzo    | Brasile            | 42.366    | 41.199    | 39.966 | 40.966       | 164.497 |
| Bronzo    | Rebeca Andrade     | 15.100    | 14.533    | 14.133 | 14.200       | 164.497 |
| Bronzo    | Jade Barbosa       | 13.366    | —         | —      | —            | 164.497 |
| Bronzo    | Lorrane Oliveira   | —         | 13.000    | —      | —            | 164.497 |
| Bronzo    | Flávia Saraiva     | 13.900    | 13.666    | 13.433 | 13.533       | 164.497 |
| Bronzo    | Júlia Soares       | —         | —         | 12.400 | 13.233       | 164.497 |
| 4         | Gran Bretagna      | 41.732    | 42.233    | 40.099 | 40.199       | 164.263 |
| 4         | Rebecca Downie     | —         | 14.933    | 12.933 | —            | 164.263 |
| 4         | Ruby Evans         | 13.966    | —         | —      | 13.100       | 164.263 |
| 4         | Georgia-Mae Fenton | 13.800    | 14.000    | 13.566 | —            | 164.263 |
| 4         | Alice Kinsella     | 13.966    | 13.300    | —      | 13.633       | 164.263 |
| 4         | Abigail Martin     | —         | —         | 13.600 | 13.466       | 164.263 |
| 5         | Canada             | 41.866    | 39.800    | 41.433 | 39.333       | 162.432 |
| 5         | Ellie Black        | 14.166    | 12.800    | 14.300 | 13.633       | 162.432 |
| 5         | Cassie Lee         | —         | —         | 13.333 | 12.600       | 162.432 |
| 5         | Shallon Olsen      | 14.400    | —         | —      | —            | 162.432 |
| 5         | Ava Stewart        | 13.300    | 13.500    | 13.800 | —            | 162.432 |
| 5         | Aurélie Tran       | —         | 13.500    | —      | 13.100       | 162.432 |
| 6         | Cina               | 39.999    | 42.666    | 40.800 | 38.666       | 162.131 |
| 6         | Luo Huan           | 13.166    | 13.933    | 13.900 | —            | 162.131 |
| 6         | Ou Yushan          | —         | —         | —      | 12.733       | 162.131 |
| 6         | Qiu Qiyuan         | 13.133    | 14.300    | 14.600 | —            | 162.131 |
| 6         | Zhang Yihan        | 13.700    | 14.433    | —      | 12.733       | 162.131 |
| 6         | Zhou Yaqin         | —         | —         | 12.300 | 13.200       | 162.131 |
| 7         | Romania            | 40.999    | 38.899    | 39.000 | 40.599       | 159.497 |
| 7         | Ana Bărbosu        | 13.933    | 12.433    | 12.700 | 13.566       | 159.497 |
| 7         | Lilia Cosman       | 13.433    | 13.133    | —      | —            | 159.497 |
| 7         | Amalia Ghigoarță   | —         | 13.333    | 12.500 | 13.133       | 159.497 |
| 7         | Sabrina Voinea     | 13.633    | —         | —      | 13.900       | 159.497 |
| 7         | Andreea Preda      | —         | —         | —      | —            | 159.497 |
| 8         | Giappone           | 40.765    | 39.133    | 39.966 | 39.599       | 159.463 |
| 8         | Rina Kishi         | 13.966    | 13.600    | 13.466 | 13.433       | 159.463 |
| 8         | Haruka Nakamura    | 12.966    | —         | 12.800 | 13.233       | 159.463 |
| 8         | Mana Okamura       | —         | 13.100    | 13.700 | 12.933       | 159.463 |
| 8         | Kohane Ushioku     | 13.833    | —         | —      | —            | 159.463 |